# Жити в мирі
«Жити в мирі» (італ. Vivere in pace) — італійська трагікомедійний фільм 1947 року, поставлений режисером Луїджі Дзампа.

## Сюжет
Кінець Другої світової війни. Жителі італійського села вважають, що війна оминула їх, оскільки театр воєнних дій знаходиться від них далеко. Єдиний німецький солдат охороняє склад. Відправившись до лісу на пошуки поросяти, що втекло, дівчина-підліток зі своїм молодшим братом знаходять двох американських солдатів. Один, чорношкірий, важко поранений. По всьому селу розклеєні оголошення з обіцянкою нагороди тому, хто видасть втеклих ворожих солдатів, і які погрожують смертю, руйнуванням будинку і сусідніх будинків тим, хто надасть їм допомогу. Навіть незважаючи на це, дівчина та її брат приносять американцям одяг і їжу, а потім ховають їх у стайні дядька Тіньї (Альдо Фабріці), добродушної людини, у якої всього одна мета: жити у мирі, до всіх ставитися добре і нікому не шкодити.
До солдатів приходить лікар, переховує їх у себе і лікує пораненого. Ледве вставши на ноги, поранений добряче напивається, і тут єдиний німець в селі несподівано приходить до Тіньї. Чорношкірого тут же замикають в комірці. Іншим доводиться влаштувати цілий бенкет, напоїти німця, співати, танцювати, аби заглушити крики американця, невдоволеного тим, що його насмілилися замкнути. Виламавши двері, він опиняється віч-на-віч з німцем, але той і сам вже п'яний. Вони братаються і тиняються вулицями міста обійнявшись, горланячи пісні і стріляючи по ліхтарях. І всі мешканці села починають вірити, що війна дійсно закінчилася. Але політичний секретар швидко виводить їх з омани. Сільські жителі повертають на склад узяті звідти сумки з провіантом. Зі страхом думаючи про те, що зробить з ними німець, коли проспиться, люди натовпами йдуть із села. У них є домовленість з кюре: якщо усе піде добре і німець нічого не помітить, він продзвонить радісний благовіст; інакше — зіграє похоронну мелодію, щоб жителі села трималися чимдалі. Але німець дізнається, що до села наближаються американці, і просить у Тіньї цивільний одяг. Перед самим вступом американців у село Тінью вбиває німецький патруль. Він помирає у своєму ліжку і просить, щоб його не забували. Після похоронів американський солдат, що будував плани на майбутнє з племінницею Тіньі залишає село назавжди.

## У ролях
| • Альдо Фабріці      | … | дядько Тінья        |
| • Гер Мур            | … | Рональд             |
| • Мірелла Монті      | … | Сільвія             |
| • Джон Кіцміллер     | … | Джо                 |
| • Генріх Боде        | … | Ганс                |
| • Аве Нінкі          | … | Коріна              |
| • Ернесто Альміранте | … | дідусь              |
| • Нандо Бруно        | … | політичний секретар |
| • Альдо Сільвані     | … | лікар               |

## Знімальна група
- Автор сценарію — Луїджі Дзампа, Сузо Чеккі д'Аміко, Альдо Фабріці, П'єро Телліні
- Режисер-постановник — Луїджі Дзампа
- Продюсер — Клементе Фракассі, Карло Понті
- Композитор — Ніно Рота
- Оператор — Карло Монтуорі, Маріо Монтуорі
- Монтаж — Адріана Новеллі

## Нагороди та номінації
| Список нагород та номінацій                       | Список нагород та номінацій | Список нагород та номінацій                    | Список нагород та номінацій                      | Список нагород та номінацій | Список нагород та номінацій |
| Кінопремія                                        | Дата церемонії              | Категорія                                      | Номінант(и)                                      | Результат                   |                             |
| ------------------------------------------------- | --------------------------- | ---------------------------------------------- | ------------------------------------------------ | --------------------------- | --------------------------- |
| Міжнародний кінофестиваль у Локарно               | 1947                        | Приз за найкращий сценарій                     | Луїджі Дзампа, Сузо Чеккі д'Аміко, П'єро Телліні | Перемога                    |                             |
| Італійський національний синдикат кіножурналістів | 1947                        | Срібна стрічка за найкращий оригінальний сюжет | Луїджі Дзампа, Сузо Чеккі д'Аміко, П'єро Телліні | Перемога                    |                             |
| Італійський національний синдикат кіножурналістів | 1947                        | Найкраща акторка другого плану                 | Аве Нінкі                                        | Перемога                    |                             |
| Національна рада кінокритиків США                 | 1947                        | ТОП-10 фільмів                                 | Жити в мирі                                      | Перемога                    |                             |
| Спільнота кінокритиків Нью-Йорка                  | 1947                        | Найкращий фільм іноземною мовою                | Жити в мирі                                      | Перемога                    |                             |